# 마하라자 하스틴
마하라자 하스틴(Maharaja Hastin)은 굽타 제국의 봉신국인 파리브라자카 왕조의 통치자였다. 그는 코흐 동판 토지 교부서에서 알려져 있으며, 특정 브라만에게 마을의 토지를 교부한 기록이 있다.
그의 아들인 삼크쇼바의 코흐 비문에 따르면, 하스틴은 아발라(또는 아할라; 후에 다할라)와 18개의 아아비-라지야("숲의 왕국")를 다스렸다. 이 18개의 숲의 왕국들의 정체는 확실하지 않지만, 그들은 아마도 빈디아 지역에 있었을 것이다.
현존하는 그의 가장 초기의 비문은 156년으로 거슬러 올라가고, 그의 마지막 비문은 198년으로 거슬러 올라가기 때문에 하스틴은 최소한 42년 동안 통치했다. 이 해들이 굽타기원이라고 가정했을 때, 하스틴은 굽타 황제인 부다굽타, 바이니야굽타, 바누굽타 그리고 아마도 나라심하굽타와 동시대인이었을 것이다. 부다굽타는 이들 중 비교적 강한 통치자였고, 하스틴은 그의 봉신이었던 것으로 보인다. 이 이론은 시디구의 산카라푸르로부터 부다굽타의 통치 기간 동안 발행된 동판 비문의 발견에 의해 확증된다.
하스틴은 그가 마하데바(시바)의 발치에서 명상을 한다고 묘사한 푸마라 비문에서 알 수 있듯이 시바교도였다.
명각 "라아 하스틴"을 담고 있는 일부 고대 은화가 발견되었다. E. J. Rapson, R. D. Banerji, B. P. Shinha와 같은 역사학자들은 고고학적인 근거로 그를 하스틴과 동일시했다. 그러나 다샤라타 샤르마와 P. L. Gupta는 그를 우디요타나 수리의 쿠발라야말라에서 "라-하스틴"이라는 칭호를 가졌던 프라티하라 황제 밧사라자와 동일시한다. Gupta에 따르면, 이 동전들은 서기 8세기 이전으로 거슬러 올라갈 수 없다. 이 이론은 굽타 봉신이 그들 자신의 이름으로 동전을 발행하지 않았다는 사실에 의해 확증된다.